# Daniele Caroli
Daniele Caroli (Faenza, Emilia-Romaña, 10 de enero de 1959) fue un ciclista italiano que fue profesional entre 1982 y 1990. En su palmarés destaca la victoria a la Milán-Turín de 1985 y una etapa de la Vuelta en Cataluña de 1987.

## Palmarés
- 1977
  - 1.º a la Copa de la Paz
- 1979
  - 1.º a la Coppa San Geo
- 1985
  - 1.º a la Milán-Turín
  - 1.º al Giro de Campania
  - Vencedor de una etapa del Giro di Puglia
- 1986 
  - Vencedor de una etapa de la Tirreno-Adriático
- 1987 
  - 1.º al Gran Premio de la Industria y el Comercio de Prato
  - 1.º al Trofeo Pantalica
  - Vencedor de una etapa de la Volta a Cataluña

### Resultados en el Giro de Italia
- 1982. 107.º de la clasificación general
- 1983. 99.º de la clasificación general
- 1984. 86.º de la clasificación general
- 1985. Abandona (12.ª etapa)
- 1986. Abandona (21.ª etapa)
- 1987. Abandona (6.ª etapa)
- 1988. 116.º de la clasificación general

### Resultados en la Vuelta a España
- 1990. 101.º de la clasificación general

### Resultados en el Tour de Francia
- 1985. Abandona (16.ª etapa)